# Bronsvleugelduif
De bronsvleugelduif (Phaps chalcoptera) is een vogel uit de familie duiven (Columbidae).

## Kenmerken
De vogel heeft een afmeting van 35 cm.
De doffer heeft een wit voorhoofd met een bruine glans. De zijkanten van de kop hebben een paarse glans met een rode schijn. Verdere kopdelen en de hals zijn witachtig grijs en over het oor en de wang loopt een dunne, witte streep. Het keeltje is helder wit. De rugzijde is bruin met een grijze ondergrond en rondom de veren bevinden zich heldere zomen. De buikzijde is rood en gaat naar de staart toe over in roodgrijs. De vleugels zijn bruinachtig met grijs, met een duidelijke bronskleurige en blauwgrijs/groene vlek. De ogen zijn roodbruin, de snavel is grijszwart en de poten dieprood.
De duivin heeft niet zo'n scherpe kleuren en tekening. De vlekken op de bruine vleugels zijn geelachtig groen, terwijl het voorhoofd grijs is.

## Verspreiding en leefgebied
Deze soort komt voor in Australië en Tasmanië. Zijn leefgebied is open bushland, voornamelijk op de bodem.